# Балка Сухі Яли
Ба́лка Сухі́ Яли́ — ботанічний заказник місцевого значення в Україні. Розташований на території Розівського району Запорізької області, біля села Новомлинівка. 
Площа — 65 га, статус отриманий у 1980 році. Адміністративне управління над заказником здійснює Новомлинівська сільська рада.
Статус надано з метою збереження місць зростання лікарських рослин. Охороняється цілинна балка, де зростають чистотіл звичайний, грицики, полин звичайний, ромашка, шипшина, пижмо, подорожник, кропива, череда.